# NHK駒ヶ根ラジオ中継局
NHK駒ヶ根ラジオ中継局（エヌエイチケイこまがねラジオちゅうけいきょく）は、長野県駒ヶ根市にあるNHK長野放送局の中波放送中継局。

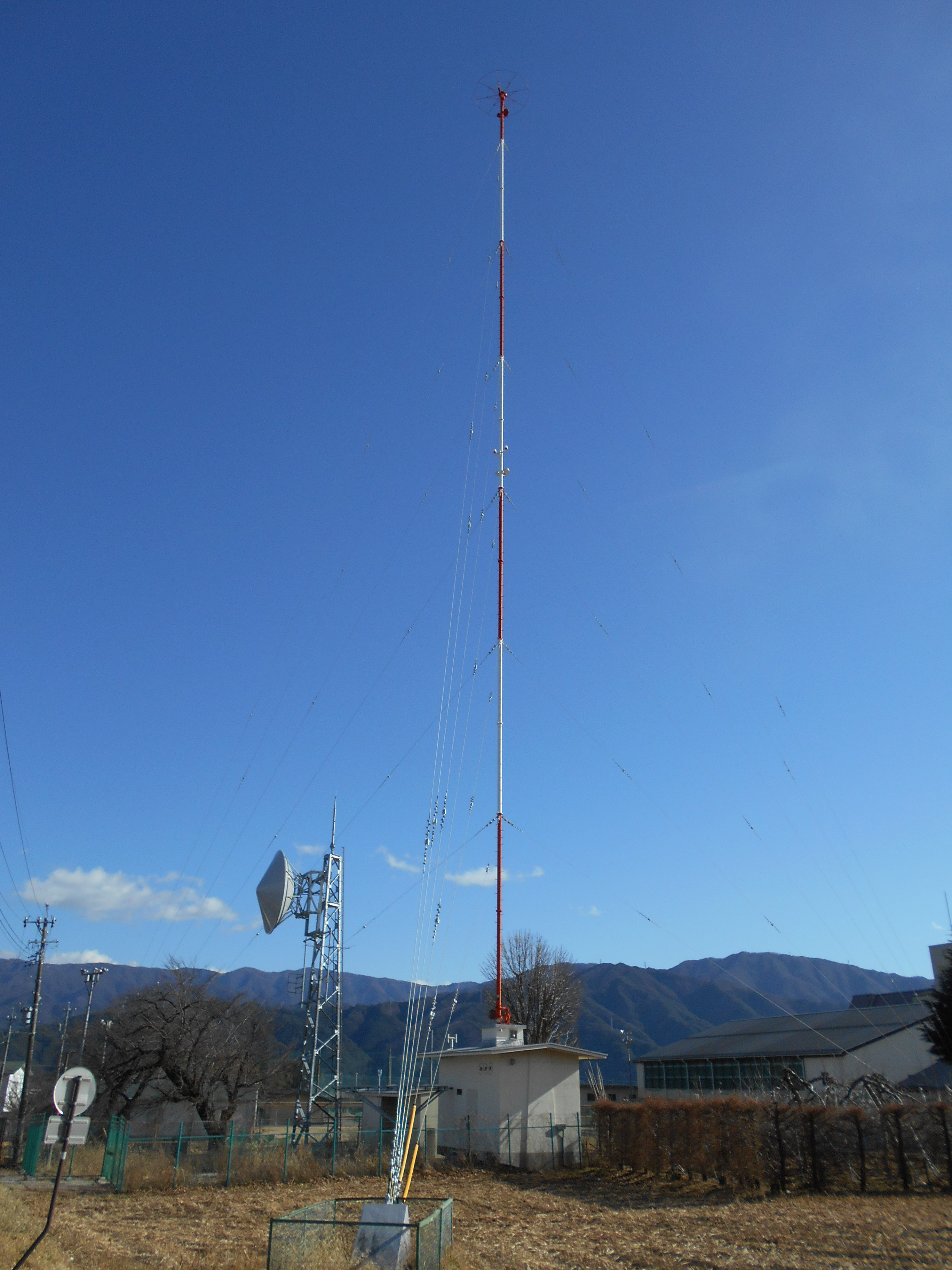

## 中継局概要
| 放送局名 全てNHK長野 | 周波数  | 空中線電力 | 放送対象地域 | 放送区域内世帯数 | 開局日        |
| ラジオ第1放送        | 999kHz  | 100W       | 長野県       | 約3万世帯        | 1962年2月18日 |
| ラジオ第2放送        | 1512kHz | 100W       | 全国放送     | 約3万世帯        | 1967年3月17日 |

## 所在地
- 駒ヶ根市赤穂字中原11060番地1（長野県赤穂高等学校西側）

## その他
- 駒ヶ根市の大部分と上伊那郡宮田村・飯島町の一部をカバーしている。なおSBCラジオについては伊那中継局或いは飯田中継局を（共に1098kHz）、NHK-FMについては美ヶ原或いは飯田中継局をそれぞれ受信する。